# Square (Unternehmen)

Logo von Squaresoft Nordamerika

K.K. Square (jap. 株式会社スクウェア Kabushiki kaisha Sukuwea, engl. Square Co., Ltd.) war ein japanisches Videospiele-Unternehmen, das 1986 von Masafumi Miyamoto und Hironobu Sakaguchi gegründet wurde.
Das Unternehmen ist berühmt für die Entwicklung verschiedener Rollenspiele, darunter die weltweit sehr erfolgreiche Final-Fantasy-Serie. Weitere bekannte Serien und Spiele sind Chrono Trigger, Secret of Evermore, Kingdom Hearts, Seiken Densetsu (Secret of Mana), SaGa und Xenogears.
Squares erste Spiele wurden für Nintendos Famicom (international als Nintendo Entertainment System bekannt) und das Famicom Disk System sowie einige NEC-PCs veröffentlicht. Die frühen Spiele waren nicht sehr erfolgreich und das Unternehmen sah sich 1987 dem Bankrott gegenüber. Im selben Jahr bekam Hironobu Sakaguchi den Auftrag, ein Spiel zu entwickeln, das durchaus das letzte des Unternehmens hätte sein können. Das Ergebnis war Final Fantasy, ein Konsolenrollenspiel für das Famicom. Final Fantasy übertraf die Erwartungen von Square und rettete das Unternehmen vor dem Ruin.
2002 fusionierte Square mit dem ebenfalls sehr bekannten japanischen Videospieleentwickler Enix (Dragon Quest und Terranigma), um die Entwicklungskosten zu senken und die Verluste, die Square durch den Misserfolg von Final Fantasy: Die Mächte in dir erlitt, auszugleichen. Die Fusion war im April 2003 abgeschlossen und beide Unternehmen in Square Enix aufgegangen. Im Jahr 2003 betrug der Nettoumsatz 40 Milliarden Yen.

## Niederlassungen und verwandte Unternehmen
Am 14. Juli 1986 schlossen sich die sieben japanischen Videospieleunternehmen Square Co., Ltd. MicroCabin, Thinking Rabbit, Carry Lab, System Sacom, XTALSOFT und HummingBirdSoft zur Disk Original Group (DOG) zusammen. Square übernahm die Führung in dieser Allianz, deren Ziel die Entwicklung von Spielen für das Famicom Disk System war. Ein Großteil der von DOG entwickelten Spiele erschienen unter dem Namen Square, obwohl das Unternehmen nur einige wenige davon selbst hergestellt hatte. Die Spiele waren im Großen und Ganzen Misserfolge und führten zum Beinahe-Bankrott von Square.
Unter dem Markennamen Squaresoft wurden alle Square-Spiele zwischen 1992 und 2003 veröffentlicht, daher wird dieser Name häufig fälschlicherweise mit dem Unternehmen selbst gleichgesetzt.
Im Mai 1989 eröffnete Square mit Square Soft, Inc. ihre offizielle nordamerikanische Filiale. Während der 16-Bit-Ära war sie sowohl für die Produktion als auch den Vertrieb der lokalisierten Titel von Square in Nordamerika verantwortlich und produzierte bis in die 32-Bit-Ära die englischen Lokalisationen der Square-Spiele. Die Filiale zeichnet auch für die Lokalisation einiger Nicht-Square-Titel verantwortlich, unter anderem Capcoms Breath of Fire für das Super Nintendo Entertainment System und Sonys Wild ARMs 3 für die PlayStation 2. Sie entwickelte das Spiel Secret of Evermore. Square Soft, Inc. hatte ursprünglich ihr Hauptquartier in Redmond, Washington, USA, sie zog im August 1996 nach Costa Mesa, Kalifornien, wo sie bis 2005 stationiert war. Im Jahr 2006 zog die nach der Square-Enix-Fusion zu Square Enix, Inc. umbenannte Filiale nach El Segundo, Kalifornien.
Im August 1995 wurde Square L.A., Inc. gegründet und später in Square USA, Inc. umbenannt. Diese Niederlassung dient der Erforschung und Entwicklung für computererzeugte Grafiken und ist seit der 32-Bit-Ära ein wichtiger Bestandteil bei der Produktion von Grafiken für Spiele von Square. Sie hat ihre Hauptquartiere in Los Angeles, Kalifornien und Honolulu.
Square Electronic Arts, L.L.C. war ein 1998 gegründetes Joint Venture zwischen Square und Electronic Arts um Spiele, die von Square entwickelt wurden, in Nordamerika zu vertreiben. Der japanische Gegenpart war Electronic Arts Square, K.K. und übernahm den Vertrieb von Electronic-Arts-Spielen in Asien. Beide Unternehmen wurden mit der Fusion von Square und Enix im März 2003 aufgelöst.
DigiCube Co, Ltd. wurde im Februar 1996 gegründet. Aufgabe des Unternehmens war Verkauf und Vertrieb von Merchandising zu Square-Produkten in Asien. Digicube meldete im Oktober 2003 den Bankrott an.
Im Februar 1996 wurde Square Pictures, Inc. gegründet, um computergenerierte Filme für Square zu entwickeln und zu produzieren. Infolge des wirtschaftlichen Misserfolges von Final Fantasy: Die Mächte in dir wurde das Unternehmen aufgelöst, konnte jedoch noch den Kurzfilm Der letzte Flug der Osiris für die Matrix-Spin-off-DVD Animatrix fertigstellen.
Quest war ein 1998 gegründetes unabhängiges Software-Entwicklungs-Unternehmen. Im Jahr 1997 verließen etliche Mitarbeiter das Unternehmen und arbeiteten erfolgreich an etlichen Square-Titeln mit. Square kaufte Quest im Juni 2002.
Im Juni 1999 wurden die Unternehmen Square Visual Works Co., Square Sounds Co., Ltd., Squartz Co., Ltd. und Square Next Co., Ltd. gegründet. Alle vier Unternehmen wurden bis 2002 von Square Co., Ltd. absorbiert.